# Eugerygone rubra
Eugerygone rubra là một loài chim trong họ Petroicidae.